# Phantyna meridensis
Phantyna meridensis är en spindelart som först beskrevs av Lodovico di Caporiacco 1955.  Phantyna meridensis ingår i släktet Phantyna och familjen kardarspindlar.
Artens utbredningsområde är Venezuela. Inga underarter finns listade i Catalogue of Life.